# 듀론
AMD 듀론(Duron)은 AMD가 제조한 x86 호환 컴퓨터 프로세서이며, 소켓 A에 꽂는다. 애슬론 프로세서의 보급형 모델로서 기본 사양은 같으나 레벨 2 캐시의 크기가 작고, FSB 동작 클럭이 낮다. 라이벌 인텔의 펜티엄 III의 보급형 셀러론 프로세서와 경쟁하기 위해 낮은 가격으로 출시되었으며, 2000년 7월 19일에 최초 출하하고 2004년 공급이 중단되었다. 그 뒤, AMD의 보급형 모델은 셈프론이라는 제품명으로 출시하고 있으며, 초기 셈프론은 변화된 환경에 맞추어 기존 듀론 프로세서가 아니라 상위 제품인 애슬론 XP 제품을 기반으로 제조되었다.

## 사양
- 최대 CPU 클럭: 600 MHz ~ 1.8 GHz
- FSB 속도: 200 MT/초 ~ 266 MT/초
- 지원 명령어 집합: x86
- 소켓: 소켓 A

## 듀론 코어 데이터

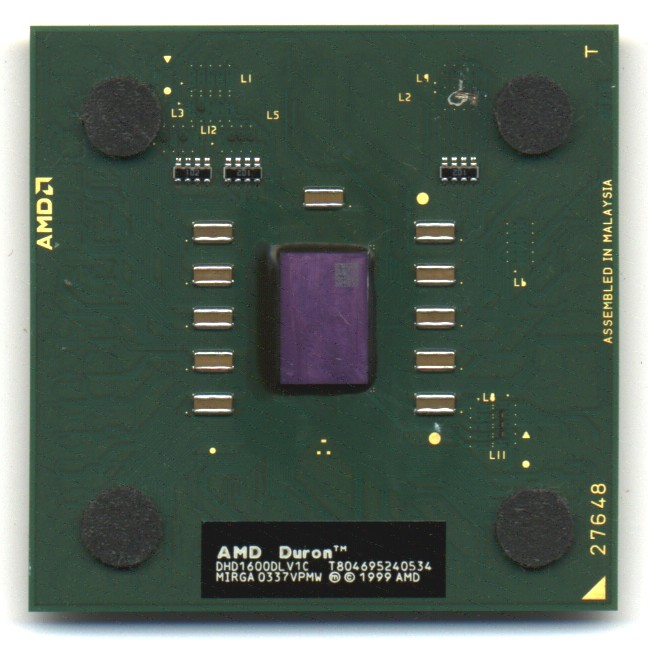
"Applebred" 듀론, "A"-모델

### Spitfire (모델 3, 180nm)
- L1 캐시: 64 + 64 KiB (데이터 + 명령어)
- L2 캐시: 64 KiB, 풀스피드
- MMX (명령어 집합), 확장 MMX, 3DNow!, 확장 3DNow!
- 소켓 A (EV6)
- 프론트 사이드 버스: 100 MHz (200 MT/s)
- V코어: 1.50 볼트 - 1.60 V
- 첫 출시일: 2000년 6월 19일
- 클럭 속도: 600 MHz - 950 MHz

### Morgan (모델 7, 180nm)
- L1 캐시: 64 + 64 KiB (데이터 + 명령어)
- L2 캐시: 64 KiB, 풀스피드
- MMX (명령어 집합), 확장 MMX, 3DNow!, 확장 3DNow!, SSE
- 소켓 A (EV6)
- 프론트 사이드 버스: 100 MHz (200 MT/s)
- V코어: 1.75 V
- 첫 출시일: 2001년 8월 20일
- 클럭 속도: 900 MHz - 1300 MHz

### Applebred (모델 8, 130nm)
- L1 캐시: 64 + 64 KiB (데이터 + 명령어)
- L2 캐시: 64 KiB, 풀스피드
- MMX (명령어 집합), 확장 MMX, 3DNow!, 확장 3DNow!, SSE
- 소켓 A (EV6)
- 프론트 사이드 버스: 133 MHz (266 MT/s)
- V코어: 1.50 V
- 첫 출시일: 2003년 8월 21일
- 클럭 속도: 1400, 1600, 1800 MHz